# Andreas Herman Hunæus
Andreas Herman Hunæus (8. december 1814 i Kolding– 15. maj 1866 i København) var en dansk portrætmaler.
Hunæus var søn af en næringsdrivende borger der, som siden flyttede til Randers, løjtnant, senere kaptajn, Hunæus, og var døv, vistnok fra fødselen, men i alt fald fra sit 2. år. Han blev elev af Det Kongelige Døvstummeinstitut 1823 og var der til sin konfirmation 1830. Der havde han lært skrædderhåndværket, men da han viste anlæg for tegning, satte faren ham i malerlære, hvorefter han begyndte at besøge Kunstakademiet 1831. Han blev hurtig elev af Modelskolen, men vandt først 1841 den mindre sølvmedalje. Imidlertid havde han lagt sig efter portrætmaleriet, begyndte at udstille 1833 og blev hurtig en ret anset portrætmaler, således at han endog i 1857 blev agreeret ved Akademiet, men da dets statutter samtidig forandredes, blev han aldrig valgt til medlem. Han malede adskillige af datidens ansete folk og i sit sidste leveår endog et portræt af prinsesse Dagmar til Hans Majestæt Kongen. Som historie- og genremaler har han derimod så godt som ingen betydning, og kun et billede af det københavnske liv, Volden, Store Bededags Aften, vakte en del opsigt. Hunæus ægtede i 1847 Thora Johanne Cathrine Garbrecht, datter af grosserer J.G.F. Garbrecht, og da hun døde i begyndelsen af 1866, tog han sig sit tab så nær, at han sygnede hen og fulgte hende i graven 15. maj samme år